# Semirossia tenera
Semirossia tenera е вид главоного от семейство Sepiolidae. Видът не е застрашен от изчезване.

## Разпространение и местообитание
Разпространен е в Американски Вирджински острови, Ангуила, Антигуа и Барбуда, Барбадос, Бахамски острови, Белиз, Бонер, Британски Вирджински острови, Венецуела, Гваделупа, Гренада, Доминика, Доминиканска република, Кайманови острови, Канада (Нова Скотия и Ню Брънзуик), Колумбия, Коста Рика, Куба, Кюрасао, Мартиника, Мексико, Никарагуа, Панама, Пуерто Рико, Саба, САЩ (Алабама, Вирджиния, Джорджия, Кънектикът, Луизиана, Масачузетс, Мейн, Мисисипи, Ню Джърси, Ню Йорк, Ню Хампшър, Род Айлънд, Северна Каролина, Тексас, Флорида и Южна Каролина), Свети Мартин, Сейнт Винсент и Гренадини, Сейнт Китс и Невис, Сейнт Лусия, Сен Естатиус, Синт Мартен, Тринидад и Тобаго, Хаити, Хондурас и Ямайка.
Обитава крайбрежията и пясъчните дъна на океани, морета и заливи. Среща се на дълбочина от 14 до 2622 m, при температура на водата от 2,9 до 23,7 °C и соленост 33,1 – 36,5 ‰.